# 木曜劇場
- フジテレビジョン > フジテレビ番組一覧
- テレビドラマ > 日本のテレビドラマ一覧
  - フジテレビのドラマ > 木曜劇場

『木曜劇場』（もくようげきじょう）は、1984年10月からフジテレビ系列で毎週木曜日22:00 - 22:54（JST）に放送されているテレビドラマ放送枠およびその冠タイトル。

## 概要
月曜9時枠の連続ドラマ（以下「月9」枠）と並んで長い歴史をもつフジテレビの看板ドラマ枠であるが、長らく月9がラブストーリーやコメディが多いのに比べて、社会派ドラマやミステリー・ヒューマンドラマなどを扱う作品が多いのが特徴だった。
近年では、「月9」でも社会派・ミステリードラマが多くなるにつれ、同クールの木曜劇場枠ではラブストーリーやコメディなども放送するようになり。これに木曜劇場ならではの社会派作品や医療ドラマなども含めて、総合的な連続ドラマ枠となっている。
本枠は1984年10月の「オレゴンから愛」が第一作目となるが、元々は田宮二郎の代表作「白い巨塔」などを生んだ「土曜劇場」（1981年3月末に「ゴールデン洋画劇場」と枠交換の形で終了）や「北の国から」などを生んだ「金曜劇場」（1981年4月に「ゴールデン洋画劇場」と枠交換の形で開始、1984年9月末に「金曜女のドラマスペシャル」放送開始に伴い終了）を継承した形となる。
開始当初はオープニングタイトルや番組宣伝などで枠名「木曜劇場」が表示されていたが、1997年7月からそれがなくなり、2004年頃からは「木曜劇場」と言う呼び名自体あまり使われなくなったが、正式な番組名では作品名の前に付随する。近年では、通称『木10』（もくじゅう）とも呼ばれている。
過去に放送された代表的な作品には、1988年に放送されトレンディドラマの代表作となった"W浅野"こと浅野温子・浅野ゆう子の主演作『抱きしめたい!』や『ニューヨーク恋物語』、その流れを継いだ1990年代の『愛という名のもとに』・『29歳のクリスマス』、柴門ふみ原作の『Age,35 恋しくて』や中山美穂と木村拓哉主演のサスペンス『眠れる森』、長澤まさみや上野樹里など当時の若手人気俳優を起用し若者の悩みをテーマに描いた『ラスト・フレンズ』、インターネット掲示板の投稿をもとにしたベストセラーをドラマ化した『電車男』などがある。
また、木曜劇場では初めての時代劇となった『大奥』（第1作は別枠）やスタイリッシュな刑事ドラマとして評判を呼んだ『BOSS』などシリーズ化される作品も数多く、『白線流し』のようにその後をスペシャルドラマとして10年間追い続けた例もある。
2000年代以降は特に吉岡秀隆が主演、柴咲コウや時任三郎が共演した『Dr.コトー診療所』（2006年に続編が放送）、唐沢寿明・江口洋介主演でリメイクした『白い巨塔』を筆頭に、シリーズ化した『医龍-Team Medical Dragon-』、続編が制作された『コード・ブルー -ドクターヘリ緊急救命-』、俳優・緒形拳の遺作となった『風のガーデン』などの医療ドラマが多く放送され、いずれもヒットしている。
しかし、2011年以降のフジテレビの低迷と相まってこの枠の平均視聴率（以下ビデオリサーチ関東地区調べ）も2014年10月クールの『ディア・シスター』を最後に2桁に乗らない低迷状態が続いていた。1話ごとの視聴率でも2016年7月クールの『営業部長 吉良奈津子』第1話で10.2％を記録したのを最後に1桁台が続いていたが、2018年7月クールの『グッド・ドクター』第1話で11.5%を記録し、2年ぶりに視聴率が2桁となり、平均視聴率も4年ぶりに2桁に乗った。
2017年7月クールの『セシルのもくろみ』は第5話において、3.8%と史上初の3%台を記録した。さらに翌週の第6話では3.7％を記録。その後、2019年10月クールの『モトカレマニア』は第4話において3.0%を記録した。本枠のワースト記録は『忍者に結婚は難しい』最終話の2.8%であるが、これは裏番組としてテレビ朝日系列にて2023年ワールド・ベースボール・クラシックの日本対イタリア戦が中継されていたことによる。
続編が制作される場合、多くは引き続いて本枠で放送されているが、『離婚弁護士』や『コード・ブルー』など、第1弾を本枠で放送後に、続編を別枠で放送する作品もある（前者は火9枠で、後者は月9枠で放送）。
2016年10月の改編で関西テレビ制作の火曜22時枠が火曜21時台のバラエティ番組枠との交換で火曜21時台に移動したため、22時枠の連ドラ枠は当枠のみとなったが、その火曜21時枠も2021年10月の改編で月曜22時台に移動（25年半ぶり）して、その時点で22時台の連ドラ枠は再び2枠となる。また、2022年4月の改編から水曜22時台のドラマ枠が6年ぶりに復活したため、2023年現在22時台の連ドラ枠は3枠となる。
なお、かつては当枠の放送終了後に次の連ドラの作品予告が放送されていた。現在は、連ドラの予告ではなく、明日のラインナップ（関東地区では「明日のフジテレビ」）の予告が流れている。
原則として1クール当たり11回程度（前後あり）である。

## 歴代平均視聴率10傑
| 1  | 眠れる森            | 1998年 | 25.2% |
| 2  | 愛という名のもとに  | 1992年 | 24.7% |
| 3  | 白い巨塔            | 2003年 | 23.9% |
| 4  | Dr.コトー診療所2006 | 2006年 | 22.4% |
| 5  | 29歳のクリスマス    | 1994年 | 22.2% |
| 6  | 電車男              | 2005年 | 21.2% |
| 7  | しゃぼん玉          | 1991年 | 21.1% |
| 8  | リング〜最終章〜    | 1999年 | 19.9% |
| 8  | 並木家の人々        | 1993年 | 19.9% |
| 10 | 素晴らしきかな人生  | 1993年 | 19.7% |

## 歴代最高視聴率10傑
| 1  | 愛という名のもとに  | 1992年 | 32.6% | 最終回 |
| 2  | 白い巨塔            | 2004年 | 32.1% | 最終回 |
| 3  | 眠れる森            | 1998年 | 30.8% | 最終回 |
| 4  | Age,35 恋しくて     | 1996年 | 28.1% | 最終回 |
| 5  | 29歳のクリスマス    | 1994年 | 26.9% | 最終回 |
| 6  | Dr.コトー診療所2006 | 2006年 | 25.9% | 最終回 |
| 7  | 電車男              | 2005年 | 25.5% | 最終回 |
| 8  | 素晴らしきかな人生  | 1993年 | 25.0% | 最終回 |
| 9  | しゃぼん玉          | 1991年 | 24.9% | 第2回  |
| 10 | 親愛なる者へ        | 1992年 | 24.4% | 最終回 |

## 作品リスト
以下の制作プロダクション記号のない作品はフジテレビの局制作（制作・フジテレビドラマ制作センター、制作著作・フジテレビ）。
（初参画順。太字は制作著作、細字は共同制作、斜体字は制作協力）
- KT - 共同テレビジョン（共テレ）

『スキャンダル専門弁護士 QUEEN』以降は正式ロゴ（フジサンケイグループ統一書体）の「共同テレビ」ではなく2018年10月導入の新ロゴ（共同テレビ独自ロゴ）で「共テレ」とクレジットされている。その際は目玉マークもフジテレビにしかクレジットされない。
- TE - 東映
- AC - アベクカンパニー
- AB - アズバーズ
- EE - イースト（現・E&W）
- FC - フジクリエイティブコーポレーション（FCC）
- SK - ソケット[5]
- KF - ケイファクトリー
- FL - FILM
- FE - ファインエンターテインメント
- TP - テレパック

### 1980年代（1984年 - ）
| 期間                   | 作品名               | 主演                 | 主題歌                                                       | キャッチコピー                                                                   | 備考(制作など)                                           | 平均視聴率 | 最高視聴率 |
| ---------------------- | -------------------- | -------------------- | ------------------------------------------------------------ | -------------------------------------------------------------------------------- | -------------------------------------------------------- | ---------- | ---------- |
| 1984年10月 - 12月      | オレゴンから愛       | 古谷一行             | さだまさし 「オレゴンから愛」                                | 「まだ、愛は語れます。」                                                         |                                                          | ―          | ―          |
| 1985年1月 - 3月        | 男の家庭科           | 田村正和             | 菊池俊輔 「MY BLUE HEAVEN」                                  | 「このたび、主夫に転職しました。」                                               |                                                          |            | ―          |
| 1985年4月 - 6月        | 間違いだらけの夫選び | 市毛良枝             | 安全地帯 「恋の予感」                                        | 「♀と♂と♀で△関係。」                                                             |                                                          |            | ―          |
| 1985年7月 - 9月        | 親戚たち             | 役所広司             | 「想い出のグリーングラス」                                   | 「近くの他人より遠い親戚。色々不満もございましょうが、とりあえず、ハイチーズ！」 |                                                          |            | ―          |
| 1985年10月 - 12月      | アルザスの青い空     | 坂口良子             |                                                              | 「ゆっくり人を、愛してますか。」                                                 |                                                          |            | ―          |
| 1986年1月 - 3月        | 女は男をどう変える   | 田村正和             | 安全地帯 「ガラスのささやき」                                | 「正和が、せつない。」                                                           |                                                          |            | ―          |
| 1986年4月 - 6月        | ライスカレー         | 時任三郎             | 宇崎竜童&時任三郎 「ALONE & ALONE」                          | 「賭けてみないか 夢・恋・冒険。」                                                |                                                          |            | ―          |
| 1986年7月 - 9月        | わたしの可愛いひと   | 八千草薫             | 早瀬優香子 「私は女」                                        |                                                                                  |                                                          |            | ―          |
| 1986年10月 - 12月      | 時にはいっしょに     | 細川俊之             |                                                              | 「時にはいっしょに、家族をしよう。」                                             |                                                          |            | ―          |
| 1987年1月 - 3月        | 間違いだらけの女磨き | 市毛良枝             | 三田村邦彦 「In My Loneliness〜哀しみの部屋〜」              | 「間違いの数だけ、女は美しくなる。」                                             |                                                          |            | ―          |
| 1987年4月 - 6月        | クセになりそな女たち | 小川知子             | 刀根麻理子 「マリオネットの夜 -人形芝居-」                   | 「ヘンなコトしないでくださいクセになりそうな女たちですから」                     |                                                          |            | ―          |
| 1987年7月 - 9月        | 熱くなるまで待って!  | 田村正和             | 平山みき 「冗談じゃない朝」                                  | 「夏場の恋は、よく冷やしてから召しあがれ。」                                     | テレビ朝日系列の東日本放送でも再放送されたことがあった。 |            | ―          |
| 1987年10月 - 12月      | 女も男もなぜ懲りない | 中井貴一             | 中井貴一 「愛しのサブリナ」 国生さゆり 「恋は遠くから」      | 「オーストラリアすると、こうなります。」                                         |                                                          |            | ―          |
| 1988年1月 - 3月        | 窓を開けますか?      | 松坂慶子             | 平山みき 「ヴァイア・コンディオス（VAYA CONDIOS）」          | 「結婚するより、愛してる。」                                                     |                                                          |            | ―          |
| 1988年4月 - 6月        | 家と女房と男の名誉   | 沢口靖子             | 和田加奈子 「LUCKY LOVE」                                    |                                                                                  |                                                          |            | ―          |
| 1988年7月 - 9月        | 抱きしめたい!        | 浅野温子、浅野ゆう子 | カルロス・トシキ&オメガトライブ 「アクアマリンのままでいて」 | 「夏は誰もが惚れっぽい。」                                                       |                                                          |            | ―          |
| 1988年10月 - 12月      | ニューヨーク恋物語   | 田村正和             | 井上陽水 「リバーサイドホテル」                              | 「日本じゃできない恋もある。」                                                   |                                                          |            | ―          |
| 1989年1月 - 3月        | あなたが欲しい       | 渡辺謙               | 泉谷しげる 「春夏秋冬」                                      | 「男の逆襲。」                                                                   | ［KT］［TE］                                             |            |            |
| 1989年4月 - 6月        | ハートに火をつけて!  | 浅野ゆう子           | 杏里 「Groove A・Go・Go」                                    | 「そういう気持ちに、よく効きます。」                                             |                                                          |            | ―          |
| 1989年7月 - 9月        | この胸のときめきを   | 岸本加世子           | サム・ハリス 「I'D DO IT ALL AGAIN」                         | 「木曜夜10時、恋のフライトにご搭乗ください。」                                   |                                                          |            | ―          |
| 1989年10月 - 1990年3月 | 過ぎし日のセレナーデ | 田村正和、古谷一行   | ヤン・スギョン 「愛されてセレナーデ」                        | 「大人の恋は、長編になる。」                                                     |                                                          |            | ―          |

### 1990年代
| 期間                   | 作品名                      | 原作                                           | 主演                           | 主題歌                                                                                   | キャッチコピー                                                                                                  | 備考(制作など)                       | 平均視聴率 | 最高視聴率 |
| ---------------------- | --------------------------- | ---------------------------------------------- | ------------------------------ | ---------------------------------------------------------------------------------------- | --- | ------------------------------------ | ---------- | ---------- |
| 1989年10月 - 1990年3月 | 過ぎし日のセレナーデ        |                                                | 田村正和、古谷一行             | ヤン・スギョン 「愛されてセレナーデ」                                                    | 「大人の恋は、長編になる。」                                                                                    |                                      |            | ―          |
| 1990年4月 - 6月        | 恋のパラダイス              |                                                | 浅野ゆう子                     | 氷室京介 「JEALOUSYを眠らせて」                                                          | 「本木が騒ぐ。」「鈴木が目覚める。」「陣内がねばる。」 「浅野が恋する。」「石田が口説く。」「菊池がときめく。」 |                                      |            | ―          |
| 1990年7月 - 9月        | パパ!かっこつかないゼ       |                                                | 柴田恭兵                       | 柴田恭兵 「BREAK OUT」                                                                   | 「色恋は、遺伝する。」                                                                                          | ［KT］                               |            | ―          |
| 1990年10月 - 12月      | ニューヨーク恋物語II 男と女 |                                                | 田村正和、篠ひろ子             | EVE 「Joseph! Joseph!」                                                                  | 「ウソツキ。」                                                                                                  |                                      |            | ―          |
| 1991年1月 - 3月        | 結婚の理想と現実            |                                                | 中村雅俊、田中美佐子           | Zard 「Good-bye My Loneliness」                                                          | 「おたくでは、まだ異性同志ですか。」                                                                            |                                      |            | ―          |
| 1991年4月 - 6月        | もう誰も愛さない            |                                                | 吉田栄作                       | ビリー・ヒューズ 「Welcome to the Edge（とどかぬ想い）」                                 | 「ハンパな「愛」じゃつまらない。」                                                                              | ［AC］                               |            | ―          |
| 1991年7月 - 9月        | ヴァンサンカン・結婚        |                                                | 安田成美、菊池桃子             | 上田知華 「I WILL」 Sugar beat 「五番目のde ja vu」                                      | 「結婚はしないかもしれない」                                                                                    | ［KT］                               |            | ―          |
| 1991年10月 - 12月      | しゃぼん玉                  |                                                | 長渕剛                         | 長渕剛 「しゃぼん玉」                                                                    | | ［TE］                               |            | ―          |
| 1992年1月 - 3月        | 愛という名のもとに          |                                                | 鈴木保奈美、唐沢寿明、江口洋介 | 浜田省吾 「悲しみは雪のように」                                                          | 「きみの青春と友情がここにある。」                                                                              |                                      |            | ―          |
| 1992年4月 - 6月        | ジュニア・愛の関係          |                                                | 高嶋政伸、加藤雅也             | ヤン・スギョン 「いつかきっと微笑みへ」                                                  | 「力は愛を抱けない。」                                                                                          | ［KT］                               |            | ―          |
| 1992年7月 - 9月        | 親愛なる者へ                |                                                | 浅野ゆう子、柳葉敏郎           | 中島みゆき 「浅い眠り」                                                                  | 「あなたに抱かれて、誰かの夢を見た。」                                                                          |                                      |            | ―          |
| 1992年10月 - 12月      | わがままな女たち            |                                                | 古手川祐子                     | EPO 「ある朝、風に吹かれて」                                                             | 「いい女はいつも前向き。」                                                                                      | ［AB］                               |            | ―          |
| 1993年1月 - 3月        | 並木家の人々                |                                                | 武田鉄矢、陣内孝則、安田成美   | KAI FIVE 「風の中の火のように」                                                          | 「歯の浮くセリフは、ひとこともない。」                                                                          |                                      |            | ―          |
| 1993年4月 - 6月        | 愛情物語                    |                                                | 中村雅俊                       | Mi-Ke 「Please Please Me, LOVE」                                                         | 「ぼくは、妻が大好きだ。」                                                                                      |                                      |            | ―          |
| 1993年7月 - 9月        | 素晴らしきかな人生          |                                                | 浅野温子                       | 井上陽水 「Make-up Shadow」                                                              | 「たわむれに恋はすまじ。」                                                                                      |                                      |            | ―          |
| 1993年10月 - 12月      | 都合のいい女                |                                                | 浅野ゆう子                     | 平松愛理 「戻れない道」                                                                  | |                                      |            | ―          |
| 1994年1月 - 3月        | 陽のあたる場所              |                                                | 中村雅俊                       | 江口洋介 「愛は愛で」                                                                    | 「いまさら青春だって?まいったぜ。」                                                                             |                                      |            | ―          |
| 1994年4月 - 6月        | この愛に生きて              |                                                | 安田成美                       | 橘いずみ 「永遠のパズル」                                                                | |                                      |            |            |
| 1994年7月 - 9月        | グッドモーニング            |                                                | 浅野温子                       | THE WAVES 「Baila! Baila! Baila!〜グッドモーニング〜」                                   | 「悔やんでなんていられませんわ。」                                                                              |                                      |            | ―          |
| 1994年10月 - 12月      | 29歳のクリスマス            |                                                | 山口智子                       | マライア・キャリー 「恋人たちのクリスマス」                                              | 「ひとりになりたい夜もある。」 「ひとりじゃ淋しい夜もある。」                                                   | ［KT］                               |            | ―          |
| 1995年1月 - 3月        | 明るい家族計画              |                                                | 大地康雄                       | プリンセス・プリンセス 「Birthday Song」 宇都美慶子 「愛について私が知っている2、3の事」 | 「Hが愛だ。」                                                                                                   | ［AB］                               |            | ―          |
| 1995年4月 - 6月        | 輝く季節の中で              |                                                | 石田ひかり                     | FIELD OF VIEW 「君がいたから」                                                           | 「命を前に、ふるえが止まらない。愛を前に、涙が止まらない。」                                                    |                                      |            | ―          |
| 1995年7月 - 9月        | ひとりにしないで            |                                                | 賀来千香子                     | globe 「Feel Like dance」                                                                | 「ボヤボヤしてたら、30歳。」 「チヤホヤされて、33歳。」                                                         | ［KT］                               |            | ―          |
| 1995年10月 - 12月      | 恋人よ                      |                                                | 鈴木保奈美、岸谷五朗           | セリーヌ・ディオン with クライズラー&カンパニー 「To Love You More」                     | 「抱かないのは燃えたいから」 「抱かれないのは感じたいから」                                                     |                                      |            | ―          |
| 1996年1月 - 3月        | 白線流し                    |                                                | 長瀬智也、酒井美紀             | スピッツ 「空も飛べるはず」                                                              | 「高校時代、生意気だった。何もできなかったけど。」                                                              |                                      |            | ―          |
| 1996年4月 - 6月        | Age,35 恋しくて             | 柴門ふみ（小学館ビッグコミックス刊）           | 中井貴一、田中美佐子           | シャ乱Q 「いいわけ」                                                                     | 「桔平、恋幕。」「美沙子、動揺。」 「貴一、苦悶。」「朝香、誘惑。」                                             | 「木曜劇場」初、原作ありのドラマ化。 |            | ―          |
| 1996年7月 - 9月        | コーチ                      |                                                | 浅野温子、玉置浩二             | 玉置浩二 「田園」                                                                        | 「人生も、ツーアウトから。」                                                                                    | ［KT］                               |            | ―          |
| 1996年10月 - 12月      | ドク                        |                                                | 安田成美、香取慎吾             | 今井美樹 「PRIDE」                                                                       | 「彼女は、日本語を教えた。」 「彼は、夢と希望を教えた。」                                                       |                                      |            | ―          |
| 1997年1月 - 3月        | 彼女たちの結婚              |                                                | 鈴木京香、松本明子             | globe 「FACE」                                                                           | 「他人ごとなら、笑っちゃう。」                                                                                  | ［KT］                               |            | ―          |
| 1997年4月 - 6月        | ミセスシンデレラ            |                                                | 薬師丸ひろ子                   | 藤井フミヤ 「DO NOT」                                                                    | 「あなたを想うと、指輪がイタイ。」                                                                              |                                      |            | ―          |
| 1997年7月 - 9月        | こんな恋のはなし            |                                                | 真田広之、玉置浩二             | 玉置浩二 「MR.LONELY」                                                                   | | ［KT］                               |            | ―          |
| 1997年10月 - 12月      | イヴ                        |                                                | 唐沢寿明、葉月里緒菜           | PUFFY 「MOTHER」                                                                         | 「心にキズがなかったら、生きてくのはどんなにラクだろう。」                                                      |                                      |            | ―          |
| 1998年1月 - 3月        | 甘い結婚                    |                                                | 木梨憲武、財前直見             | Every Little Thing 「Time goes by」                                                      | 「「いってらっしゃい。」その日、夫は棄てられた。」                                                              | ［KT］                               |            | ―          |
| 1998年4月 - 6月        | お仕事です!                 | 柴門ふみ（小学館ビッグコミックススピリッツ刊） | 鶴田真由、松下由樹             | ウルフルズ 「まかせなさい」                                                              | |                                      |            | ―          |
| 1998年7月 - 9月        | 今夜、宇宙の片隅で          |                                                | 西村雅彦                       | フランク・シナトラ 「But Not For Me」                                                    | 「愛情と友情、どちらを選びますか？」                                                                            | ［KT］                               |            | ―          |
| 1998年10月 - 12月      | 眠れる森                    |                                                | 中山美穂、木村拓哉             | 竹内まりや 「カムフラージュ」                                                            | 「記憶だけは、殺せない。」                                                                                      |                                      |            | ―          |
| 1999年1月 - 3月        | リング〜最終章〜            | 鈴木光司（KADOKAWA角川ホラー文庫刊）           | 柳葉敏郎                       | ORIGINAL LOVE 「STARS」                                                                  | | ［KT］                               |            | ―          |
| 1999年4月 - 6月        | アフリカの夜                |                                                | 鈴木京香                       | SPEED 「Breakin' out to the morning」                                                    | 「その夜は ふたたび旅立つまでの素敵な待ち時間」                                                                 |                                      |            |            |
| 1999年7月 - 9月        | らせん                      |                                                | 岸谷五朗                       | rough laugh 「誰がために鐘は鳴る」                                                       | 「あなたも、貞子から逃げられない。」                                                                            | ［KT］                               |            | ―          |
| 1999年10月 - 12月      | 危険な関係                  |                                                | 豊川悦司                       | 井手麻理子 「THERE MUST BE AN ANGEL（Please With My Heart）」                            | |                                      |            | ―          |

### 2000年代
| 期間                   | 作品名                                | 原作                                                                                       | 主演                                   | 主題歌                                                                                              | キャッチコピー                                                                                    | 備考(制作など)                                                         | 平均視聴率 | 最高視聴率 |
| ---------------------- | ------------------------------------- | ------------------------------------------------------------------------------------------ | -------------------------------------- | --------------------------------------------------------------------------------------------------- | ------------------------------------------------------------------------------------------------- | ---------------------------------------------------------------------- | ---------- | ---------- |
| 2000年1月 – 3月        | ブランド                              |                                                                                            | 今井美樹                               | 今井美樹 「Goodbye Yesterday」                                                                      | 「貴方にとっての「ブランド」とは何ですか？」                                                      | ［KT］                                                                 |            | ―          |
| 2000年4月 – 6月        | 太陽は沈まない                        |                                                                                            | 滝沢秀明                               | エルトン・ジョン 「グッバイ・イエロー・ブリック・ロード」                                           | 「愛と真実のための、僕の戦いが始まった。」                                                        |                                                                        |            | ―          |
| 2000年7月 – 9月        | 合い言葉は勇気                        |                                                                                            | 役所広司                               | | 「正義は勝つ、よね。」                                                                            | ［EE］                                                                 |            | ―          |
| 2000年10月 – 12月      | ラブコンプレックス                    |                                                                                            | 唐沢寿明、反町隆史                     | 反町隆史 「Free」                                                                                   | 「ウソツキね」「アナタもね」                                                                      |                                                                        |            | ―          |
| 2001年1月 - 3月        | カバチタレ!                           | 田島隆（原作）、東風孝広（作画）、青木雄二プロダクション（監修）（講談社モーニングKC刊）   | 常盤貴子、深津絵里                     | キタキマユ 「ドゥー・ユー・リメンバー・ミー」                                                       | 「きっと、アナタの武器になる。」                                                                  |                                                                        |            | ―          |
| 2001年4月 - 6月        | ムコ殿                                |                                                                                            | 長瀬智也                               | 松任谷由実 「7 TRUTHS 7 LIES〜ヴァージンロードの彼方で」                                            | 「ここだけの話、うちのムコはスターなんです。」                                                    |                                                                        |            | ―          |
| 2001年7月 - 9月        | 非婚家族                              | 柴門ふみ（小学館ビッグコミックスペリオール掲載）                                           | 真田広之                               | アンバー 「涙のマリッジ」                                                                           | 「結婚が幸せの邪魔してる･･･。」                                                                   |                                                                        |            | ―          |
| 2001年10月 - 12月      | スタアの恋                            |                                                                                            | 藤原紀香、草彅剛                       | globe 「Stop! In the Name of Love」                                                                 | 「ある日、突然、大女優の恋人になってしまった。(なんで？)」                                        | ［KT］                                                                 |            | ―          |
| 2002年1月 - 3月        | 恋ノチカラ                            |                                                                                            | 深津絵里、堤真一                       | 小田和正 「キラキラ」                                                                               |                                                                                                   | ［KT］                                                                 |            | ―          |
| 2002年4月 - 6月        | ビッグマネー!〜浮世の沙汰は株しだい〜 | 石田衣良『波のうえの魔術師』より（文藝春秋刊）                                             | 長瀬智也                               | SAYAKA 「ever since」                                                                               | 「このドラマの配当は愛だ。」                                                                      |                                                                        |            | ―          |
| 2002年7月 - 9月        | 恋愛偏差値                            | 唯川恵（出版社不詳）                                                                       | 中谷美紀、常盤貴子、財前直見、柴咲コウ | MISIA 「眠れぬ夜は君のせい」                                                                        | 「彼女も、彼女も、彼女も、あなた。」                                                              | ［KT］                                                                 |            | ―          |
| 2002年10月 - 12月      | 薔薇の十字架                          |                                                                                            | 三上博史                               | フェイス・ヒル 「CRY」                                                                              |                                                                                                   | この作品以降高精細度テレビジョン放送                                   |            | ―          |
| 2003年1月 - 3月        | 美女か野獣                            |                                                                                            | 松嶋菜々子、福山雅治                   | 東京スカパラダイスオーケストラ 「銀河と迷路」                                                       | 「Kiss？ or Fight？」                                                                             |                                                                        |            | ―          |
| 2003年4月 - 6月        | ムコ殿2003                            |                                                                                            | 長瀬智也                               | elliott 「木曜日の糸」                                                                              |                                                                                                   |                                                                        |            |            |
| 2003年7月 - 9月        | Dr.コトー診療所                       | 山田貴敏（小学館週刊ヤングサンデー・小学五年生→ビッグコミックオリジナル・GAKUMANplus掲載） | 吉岡秀隆                               | 中島みゆき 「銀の龍の背に乗って」                                                                   | 「そこに、人が生きている。」                                                                      |                                                                        |            |            |
| 2003年10月 - 2004年3月 | 白い巨塔                              | 山崎豊子（新潮社新潮文庫刊）                                                               | 唐沢寿明、江口洋介                     | ヘイリー 「アメイジング・グレイス」                                                                 | 「あの頃と、命の重さは、変わったのだろうか。」                                                    | ［KT］ 2クール（6か月間）放送 フジテレビ開局45周年記念ドラマとして放送 |            |            |
| 2004年4月 - 6月        | 離婚弁護士                            |                                                                                            | 天海祐希                               | hitomi 「心の旅人」                                                                                 | 「法律は、男と女に何ができるのか。」                                                              |                                                                        |            |            |
| 2004年7月 - 9月        | 人間の証明                            | 森村誠一『棟居刑事シリーズ』より（KADOKAWA角川文庫刊）                                     | 竹野内豊                               | 河口恭吾 「A Place In The Sun」                                                                     | 「母さん、僕のあの帽子、どうしたでせうね？」                                                      |                                                                        |            |            |
| 2004年10月 - 12月      | 大奥〜第一章〜                        |                                                                                            | 松下由樹                               | サザンオールスターズ 「愛と欲望の日々」                                                             |                                                                                                   | ［TE］                                                                 |            |            |
| 2005年1月 - 3月        | 優しい時間                            |                                                                                            | 寺尾聰、二宮和也                       | 平原綾香 「明日」                                                                                   | 「富良野の森で、いちばんよく泣く生き物は人間でした。」                                            | ［FC］                                                                 |            | ―          |
| 2005年4月 - 6月        | 恋におちたら〜僕の成功の秘密〜        |                                                                                            | 草彅剛                                 | Crystal Kay 「恋におちたら」                                                                        |                                                                                                   |                                                                        |            | ―          |
| 2005年7月 - 9月        | 電車男                                | 中野独人（新潮社刊）                                                                       | 伊東美咲、伊藤淳史                     | エレクトリック・ライト・オーケストラ 「トワイライト」 サンボマスター 「世界はそれを愛と呼ぶんだぜ」 | 「こんな僕に彼女のお相手は無理ぽ…。」                                                             |                                                                        |            | ―          |
| 2005年10月 - 12月      | 大奥〜華の乱〜                        |                                                                                            | 内山理名                               | 東京事変 「修羅場」                                                                                 |                                                                                                   | ［TE］                                                                 |            | ―          |
| 2006年1月 - 3月        | 小早川伸木の恋                        | 柴門ふみ（小学館ビッグコミックス刊）                                                       | 唐沢寿明                               | ナナムジカ 「くるりくるり」                                                                         | 「みんな、一生懸命、嘘を付いて生きている。」                                                      |                                                                        |            | ―          |
| 2006年4月 - 6月        | 医龍-Team Medical Dragon-             | 永井明（原作）、吉村美恵（医療監修）、乃木坂太郎（作画）（小学館ビッグコミックス刊）       | 坂口憲二                               | AI 「Believe」                                                                                      |                                                                                                   |                                                                        |            | ―          |
| 2006年7月 - 9月        | 不信のとき〜ウーマン・ウォーズ〜      | 有吉佐和子（新潮社新潮文庫刊）                                                             | 米倉涼子                               | アン・ルイス 「あゝ無情」                                                                           |                                                                                                   |                                                                        |            | ―          |
| 2006年10月 - 12月      | Dr.コトー診療所2006                   | 山田貴敏（小学館週刊ヤングサンデー・小学五年生→ビッグコミックオリジナル・GAKUMANplus掲載） | 吉岡秀隆                               | 中島みゆき 「銀の龍の背に乗って」                                                                   | 「今日も、ここで、生きている。」                                                                  |                                                                        |            | ―          |
| 2007年1月 - 3月        | 拝啓、父上様                          |                                                                                            | 二宮和也                               | 森山良子 「パピエ」「手」                                                                           |                                                                                                   | ［FC］                                                                 |            | ―          |
| 2007年4月 - 6月        | わたしたちの教科書                    |                                                                                            | 菅野美穂                               | BONNIE PINK 「Water Me」                                                                            | 「世界を変えることは、できますか？」                                                              |                                                                        |            | ―          |
| 2007年7月 - 9月        | 山おんな壁おんな                      | 高倉あつこ（講談社イブニングKC刊）                                                         | 伊東美咲、深田恭子                     | EXILE 「時の描片 〜トキノカケラ〜」                                                                 | 「ムネはないけど、ユメはある。」                                                                  |                                                                        |            | ―          |
| 2007年10月 - 12月      | 医龍-Team Medical Dragon-2            | 永井明（原作）、吉村美恵（医療監修）、乃木坂太郎（作画）（小学館ビッグコミックス刊）       | 坂口憲二                               | AI 「ONE」                                                                                          |                                                                                                   |                                                                        |            | ―          |
| 2008年1月 - 3月        | 鹿男あをによし                        | 万城目学（幻冬舎刊）                                                                       | 玉木宏                                 | | 「神は使いに、鹿を選んだ。」                                                                      | ［KT］                                                                 |            | ―          |
| 2008年4月 - 6月        | ラスト・フレンズ                      |                                                                                            | 長澤まさみ                             | 宇多田ヒカル 「Prisoner Of Love」                                                                   | 「今を生きる若者たち、それぞれの愛のかたち。」 「ほどこうとするたびに、離れられなくなっていく。」 |                                                                        |            | ―          |
| 2008年7月 - 9月        | コード・ブルー -ドクターヘリ緊急救命- |                                                                                            | 山下智久                               | Mr.Children 「HANABI」                                                                              | 「この国には、もっと救える命がある。」                                                            |                                                                        |            | ―          |
| 2008年10月 - 12月      | 風のガーデン                          |                                                                                            | 中井貴一                               | 平原綾香 「ノクターン」                                                                             | 「人は最期に何処に還るのだろう。」                                                                | フジテレビ開局50周年記念ドラマとして放送                               |            | ―          |
| 2009年1月 - 3月        | ありふれた奇跡                        |                                                                                            | 仲間由紀恵、加瀬亮                     | エンヤ 「Dreams Are More Precious」                                                                 | 「ある日、わたしたちはひとりじゃなかった。」                                                      | フジテレビ開局50周年記念ドラマとして放送                               |            | ―          |
| 2009年4月 - 6月        | BOSS                                  |                                                                                            | 天海祐希                               | Superfly 「Alright!!」「My Best Of My Life」                                                        | 「さっさと逮捕して、遊びに行くわよ。」                                                            |                                                                        |            | ―          |
| 2009年7月 - 9月        | 任侠ヘルパー                          |                                                                                            | 草彅剛                                 | SMAP 「そっと きゅっと」                                                                            | 「介護の道を極める、それも極道。」                                                                |                                                                        |            | ―          |
| 2009年10月 - 2010年3月 | 不毛地帯                              | 山崎豊子（新潮社新潮文庫刊）                                                               | 唐沢寿明                               | トム・ウェイツ 「トム・トラバーツ・ブルース」                                                       | 「1945年8月、現代が始まった。」                                                                   | 2クール（6か月間）放送 フジテレビ開局50周年記念ドラマとして放送        |            | ―          |

### 2010年代
| 期間                   | 作品名                            | 原作                                                                                 | 主演                                      | 主題歌                                                                           | キャッチコピー                                               | 備考(制作など) | 平均視聴率 | 最高視聴率 |
| ---------------------- | --------------------------------- | ------------------------------------------------------------------------------------ | ----------------------------------------- | -------------------------------------------------------------------------------- | ------------------------------------------------------------ | --- | ---------- | ---------- |
| 2009年10月 - 2010年3月 | 不毛地帯                          | 山崎豊子（新潮社新潮文庫刊）                                                         | 唐沢寿明                                  | トム・ウェイツ 「トム・トラバーツ・ブルース」                                    | 「1945年8月、現代が始まった。」                              | 2クール（6か月間）放送、 フジテレビ開局50周年記念ドラマとして放送                                                  |            | ―          |
| 2010年4月 – 6月        | 素直になれなくて                  |                                                                                      | 瑛太、上野樹里                            | The Ting Tings 「Great DJ」 WEAVER 「Hard to say I love you 〜言い出せなくて〜」 | 「好きだなんて、言い出せなかった。」                         | |            | ―          |
| 2010年7月 – 9月        | GOLD                              |                                                                                      | 天海祐希                                  | Superfly 「Wildflower」                                                          | 「金メダルを獲らなければ、終われないの。」                   | |            | ―          |
| 2010年10月 – 12月      | 医龍-Team Medical Dragon-3        | 永井明（原作）、吉村美恵（医療監修）、乃木坂太郎（作画）（小学館ビッグコミックス刊） | 坂口憲二                                  | DEEP 「未来への扉」                                                              | 「龍よ、眠れ。」                                             | |            | ―          |
| 2011年1月 - 3月        | 外交官 黒田康作                   |                                                                                      | 織田裕二                                  | IL DIVO 「TIME TO SAY GOODBYE」                                                  |                                                              | |            | ―          |
| 2011年4月 - 6月        | BOSS 第2シリーズ                  |                                                                                      | 天海祐希                                  | Superfly 「Alright!!」 「Rollin' Days」                                          | 「ただいま。事件だから。」                                   | |            | ―          |
| 2011年7月 - 9月        | それでも、生きてゆく              |                                                                                      | 瑛太、満島ひかり                          | 小田和正 「東京の空」                                                            |                                                              | |            | ―          |
| 2011年10月 - 12月      | 蜜の味〜A Taste Of Honey〜        |                                                                                      | 榮倉奈々、菅野美穂                        | aiko 「ずっと」                                                                  | 「あなたがいれば。あなたさえいなければ。」                   | |            | ―          |
| 2012年1月 - 3月        | 最後から二番目の恋                |                                                                                      | 小泉今日子、中井貴一                      | 浜崎あゆみ 「how beautiful you are」                                             | 「大人って、淋しすぎると笑っちゃう。」                       | |            | ―          |
| 2012年4月 - 6月        | カエルの王女さま                  |                                                                                      | 天海祐希                                  | 家入レオ 「Shine」                                                               | 「希望の歌を、聴かせてあげる！」                             | |            | ―          |
| 2012年7月 - 9月        | 東野圭吾ミステリーズ              | 東野圭吾（光文社光文社文庫刊）                                                       | 週代わり主演。 ストーリーテラー：中井貴一 |                                                                                  |                                                              | 一部作品で外部プロダクションが制作協力。 一話完結型のオムニバス形式。                                              |            | ―          |
| 2012年10月 - 12月      | 結婚しない                        |                                                                                      | 菅野美穂、天海祐希                        | コブクロ 「紙飛行機」                                                            | 「5人に1人が生涯独身!?」                                     | |            | ―          |
| 2013年1月 - 3月        | 最高の離婚                        |                                                                                      | 瑛太                                      | 桑田佳祐 「Yin Yang」                                                            | 「なぜだろう。別れたら好きになる。」                         | |            | ―          |
| 2013年4月 - 6月        | ラスト♡シンデレラ                 |                                                                                      | 篠原涼子                                  | ケラケラ 「スターラブレイション」                                                | 「春だ、恋せよ、おやじ女子。」                               | |            |            |
| 2013年7月 - 9月        | Oh,My Dad!!                       |                                                                                      | 織田裕二                                  | GReeeeN 「愛し君へ」                                                             | 「キミがいるから、どんな明日も歩いていける。」               | |            |            |
| 2013年10月 - 12月      | 独身貴族                          |                                                                                      | 草彅剛                                    | SMAP 「シャレオツ」                                                              |                                                              | |            |            |
| 2014年1月 - 3月        | 医龍-Team Medical Dragon-4        | 永井明（原作）、吉村美恵（医療監修）、乃木坂太郎（作画）（小学館ビッグコミックス刊） | 坂口憲二                                  | EXILE ATSUSHI 「青い龍」                                                         | 「奴らを世界に高く売れ。」                                   | |            | ―          |
| 2014年4月 - 6月        | 続・最後から二番目の恋            |                                                                                      | 小泉今日子、中井貴一                      | 浜崎あゆみ 「Hello new me」                                                      | 「大人の青春って、始末に負えない。」                         | |            |            |
| 2014年7月 - 9月        | 昼顔〜平日午後3時の恋人たち〜     |                                                                                      | 上戸彩                                    | 一青窈 「他人の関係 feat. SOIL&"PIMP"SESSIONS」                                  | 「昼、あなたを受け入れた舌が、夜、夫に嘘をつく。」           | |            |            |
| 2014年10月 - 12月      | ディア・シスター                  |                                                                                      | 石原さとみ、松下奈緒                      | シェネル 「Happiness」                                                           | 「姉妹の魅力は反発力。」                                     | |            |            |
| 2015年1月 - 3月        | 問題のあるレストラン              |                                                                                      | 真木よう子                                | きゃりーぱみゅぱみゅ 「もんだいガール」                                          | 「怒れるすべての女性たちへ」                                 | |            | ―          |
| 2015年4月 - 6月        | 医師たちの恋愛事情                |                                                                                      | 斎藤工                                    | シシド・カフカ 「Don't be love feat. 斉藤和義」                                  | 「命を救う人間が、恋におちてはいけませんか。」               | |            | ―          |
| 2015年7月 - 9月        | 探偵の探偵                        | 松岡圭祐（講談社講談社文庫刊）                                                       | 北川景子                                  | 超特急 feat. マーティー・フリードマン 「Beautiful Chaser」                       | 「アンタを××まで、私は死ねない。」                           | |            | ―          |
| 2015年10月 - 12月      | オトナ女子                        |                                                                                      | 篠原涼子                                  | 中島美嘉 「花束」                                                                | 「女子のリアルを、すっぴんにする。」                         | |            | ―          |
| 2016年1月 - 3月        | ナオミとカナコ                    | 奥田英朗（幻冬舎刊）                                                                 | 広末涼子                                  | EXILE ATSUSHI + AI 「No more」                                                   | 「いっそ二人で殺そうか、あんたの旦那」                       | |            | ―          |
| 2016年4月 - 6月        | 早子先生、結婚するって本当ですか? | 立木早子（イースト・プレス刊）                                                       | 松下奈緒                                  | chay 「それでしあわせ」                                                          | 「大人になれば、誰でも結婚できると思ってた。」               | 当初は4月14日に放送を開始する予定だったが、平成28年熊本地震に伴う報道特別番組放送の影響で、開始が1週繰り下がった。 |            | ―          |
| 2016年7月 - 9月        | 営業部長 吉良奈津子               |                                                                                      | 松嶋菜々子                                | 山下達郎 「CHEER UP! THE SUMMER」                                                |                                                              | |            | ―          |
| 2016年10月 - 12月      | Chef〜三ツ星の給食〜              |                                                                                      | 天海祐希                                  | 松任谷由実 「Smile for me」                                                      | 「わるいわね、予約のお子様で満席よ。」                       | |            | ―          |
| 2017年1月 - 3月        | 嫌われる勇気                      | 岸見一郎、古賀史健（ダイヤモンド社刊）［TE］                                         | 香里奈                                    | NEWS 「EMMA」 大塚愛 「私」                                                      | 「私は、私のために生きる。」                                 | ［TE］ |            | ―          |
| 2017年4月 - 6月        | 人は見た目が100パーセント         | 大久保ヒロミ（講談社BE・LOVE掲載）                                                   | 桐谷美玲                                  | JY 「女子モドキ」                                                                | 「女子は一日にしてならず!!」                                 | |            | ―          |
| 2017年7月 - 9月        | セシルのもくろみ                  | 唯川恵（光文社刊）                                                                   | 真木よう子                                | 夜の本気ダンス 「TAKE MY HAND」                                                  | 「女の欲望は深い。女の絆だって深い。」                       | |            | ―          |
| 2017年10月 - 12月      | 刑事ゆがみ                        | 井浦秀夫（小学館ビッグコミックス刊）                                                 | 浅野忠信、神木隆之介                      | WANIMA 「ヒューマン」                                                            |                                                              | |            | ―          |
| 2018年1月 - 3月        | 隣の家族は青く見える              |                                                                                      | 深田恭子、松山ケンイチ                    | Mr.Children 「here comes my love」                                               | 「どんな夫婦も、悩みを隠して、笑っている。」                 | |            | ―          |
| 2018年4月 - 6月        | モンテ・クリスト伯 -華麗なる復讐- | アレクサンドル・デュマ・ペール                                                       | ディーン・フジオカ                        | DEAN FUJIOKA 「Echo」                                                            | 「それは、震えるほど美しい復讐劇。」                         | |            | ―          |
| 2018年7月 - 9月        | グッド・ドクター                  | 韓国ドラマ『グッド・ドクター』                                                       | 山﨑賢人                                  | androp 「Hikari」                                                                | 「すべての子どもが、大人になれますように。」                 | |            | ―          |
| 2018年10月 - 12月      | 黄昏流星群                        | 弘兼憲史（小学館）                                                                   | 佐々木蔵之介                              | 平井堅 「half of me」                                                            | 「運命の人なんて、何歳で出会うかわからないから、怖いのだ。」 | |            | ―          |
| 2019年1月 - 3月        | スキャンダル専門弁護士 QUEEN      |                                                                                      | 竹内結子                                  | milet 「inside you」 YUKI 「やたらとシンクロニシティ」                           | 「愛＋嘘＝スキャンダル」                                     | ［KT］［SK］ |            | ―          |
| 2019年4月 - 6月        | ストロベリーナイト・サーガ        | 誉田哲也                                                                             | 二階堂ふみ、亀梨和也〈KAT-TUN〉           | ロイ-RöE- 「VIOLATION*」 亀梨和也 「Rain」                                       | 「この女、危険なほどに、刑事。」                             | ［KT］ |            | ―          |
| 2019年7月 - 9月        | ルパンの娘                        | 横関大（講談社）                                                                     | 深田恭子                                  | サカナクション 「モス」                                                          | 「泥棒が愛したのは、警察官でした。」                         | |            | ―          |
| 2019年10月 - 12月      | モトカレマニア                    | 瀧波ユカリ（講談社）                                                                 | 新木優子、高良健吾                        | 安田レイ 「アシンメトリー」 超特急 「Revival Love」                              | 「女だって引きづる!!」                                       | |            | ―          |

### 2020年代
| 期間              | 作品名                                    | 原作                                                                         | 主演                                     | 主題歌                                                                      | キャッチコピー                                                     | 備考(制作など)                                                                                         | 平均視聴率 | 最高視聴率 |
| ----------------- | ----------------------------------------- | ---------------------------------------------------------------------------- | ---------------------------------------- | --------------------------------------------------------------------------- | ------------------------------------------------------------------ | --- | ---------- | ---------- |
| 2020年1月 - 3月   | アライブ がん専門医のカルテ               |                                                                              | 松下奈緒                                 | 須田景凪「はるどなり」                                                      | 「いま、誰かのために強く生きたい。」                               | ［KF］                                                                                                 | 7.1%       | 8.4%       |
| 2020年4月 – 6月   | 無し（新型コロナウイルス感染拡大の為）    | 無し（新型コロナウイルス感染拡大の為）                                       | 無し（新型コロナウイルス感染拡大の為）   | 無し（新型コロナウイルス感染拡大の為）                                      | 無し（新型コロナウイルス感染拡大の為）                             | 振替番組として、『グッド・ドクター』（2018年）、『Dr.コトー診療所2004 特別編』の再放送が行われた。     | ―          | ―          |
| 2020年7月 – 9月   | アンサング・シンデレラ 病院薬剤師の処方箋 | 荒井ママレ（原作）、富野浩充（医療原案）、徳間書店『月刊コミックゼノン』連載 | 石原さとみ                               | DREAMS COME TRUE「YES AND NO」                                              | 「患者の未来と、向き合っている。見えないところで、支えている。」   | 当初は4月クールの予定であったが、コロナによる撮影スケジュールに多大な影響が出たことから、開始が延期。  | 9.6%       | 10.6%      |
| 2020年10月 – 12月 | ルパンの娘（第2シリーズ）                 | 横関大                                                                       | 深田恭子                                 | サカナクション「モス」                                                      | 「泥棒と警察の新婚生活、はじめました。」                           | | 5.7%       | 7.5%       |
| 2021年1月 - 3月   | 知ってるワイフ                            | 韓国ドラマ『知ってるワイフ』                                                 | 大倉忠義〈関ジャニ∞〉                    | 関ジャニ∞「キミトミタイセカイ」                                             | 「過去を変えれば、夫婦も変わる。」                                 | ［KT］                                                                                                 | 7.4%       | 8.9%       |
| 2021年4月 - 6月   | レンアイ漫画家                            | 山崎紗也夏、原案協力：西田大輔（AND ENDLESS）（講談社）                      | 鈴木亮平                                 | オープニング：BiSH「ZENSHiN ZENREi」 主題歌：佐藤千亜妃「カタワレ」         | 「恋愛ってナンデスカ?」                                            | ［KT］                                                                                                 | 5.4%       | 6.5%       |
| 2021年7月 - 9月   | 推しの王子様                              | -                                                                            | 比嘉愛未 ※代役                           | 主題歌：Uru「Love Song」 挿入歌：DEAN FUJIOKA「Runaway」                    | 「理想の男は、育てる時代へ。」                                     | ［KT］ 当初、主演には深田恭子が予定されていたが、適応障害と診断されたことから療養のために降板          | 4.9%       | 6.0%       |
| 2021年10月 - 12月 | SUPER RICH                                | -                                                                            | 江口のりこ                               | 優里「ベテルギウス」                                                        | 「見てろ、昨日の自分。」                                           | | 6.9%       | 7.8%       |
| 2022年1月 - 3月   | ゴシップ#彼女が知りたい本当の〇〇         | -                                                                            | 黒木華                                   | キタニタツヤ「冷たい渦」「プラネテス」                                      | 「フェイクのなのは、彼らか、世界か。」                             | ［KT］                                                                                                 | 6.0%       | 6.8%       |
| 2022年4月 - 6月   | やんごとなき一族                          | こやまゆかり（講談社）                                                       | 土屋太鳳                                 | milet「Walkin' In My Lane」                                                 | 「ようこそ、高貴狂気の上流社会へ」                                 | ［FL］                                                                                                 | 6.0%       | 7.3%       |
| 2022年7月 - 9月   | 純愛ディソナンス                          | -                                                                            | 中島裕翔〈Hey! Say! JUMP〉               | Hey! Say! JUMP「Fate or Destiny」                                           | 「この夏、愛の不協和音（ディソナンス）が、あなたの心をかき乱す。」 | ［KT］                                                                                                 | 3.9%       | 4.8%       |
| 2022年10月 - 12月 | silent                                    | -                                                                            | 川口春奈                                 | Official髭男dism「Subtitle」                                                | 「どんなに美しい音色を聴くよりも、あなたの言葉をみつめていたい。」 | - | 7.6%       | 9.3%       |
| 2023年1月 - 3月   | 忍者に結婚は難しい                        | 横関大（講談社）                                                             | 菜々緒                                   | aiko「あかときリロード」                                                    | 「うまくいくワケないじゃん。お互い秘密だらけだもん。」             | - | 5.2%       | 7.0%       |
| 2023年4月 - 6月   | あなたがしてくれなくても                  | ハルノ晴（双葉社）                                                           | 奈緒                                     | 主題歌：稲葉浩志「Stray Hearts」 挿入歌：稲葉浩志「ダンスはうまく踊れない」 | 「同じベッドで眠るたび、ひとりぼっちになっていく。」               | - | 5.5%       | 6.3%       |
| 2023年7月 - 9月   | この素晴らしき世界                        | -                                                                            | 若村麻由美 ※代役                         | 小田和正「what's your message ?」                                           | 「踊る女。踊らされる女。」                                         | 当初、主演には鈴木京香が正式発表されていたが、体調不良による降板。この影響で当初の予定よりも話数が削減 | 3.9%       | 5.4%       |
| 2023年10月 - 12月 | いちばんすきな花                          | -                                                                            | 多部未華子、松下洸平、神尾楓珠、今田美桜 | 藤井風「花」「花 (Ballad)」                                                 | 「二人組を求める人生で出会った、4人のひとりたち」                  | | 5.1%       | 5.9%       |
| 2024年1月 - 3月   | 大奥                                      | -                                                                            | 小芝風花                                 |                                                                             | 「咲くのは恋か、裏切りか。」                                       | ［TE］［FE］                                                                                           | 4.8%       | 6.7%       |
| 2024年4月 - 6月   | Re:リベンジ-欲望の果てに-                 | -                                                                            | 赤楚衛二                                 | Stray Kids「WHY?」                                                          |                                                                    | | 4.6%       | 6.1%       |
| 2024年7月 - 9月   | ギークス〜警察署の変人たち〜              | -                                                                            | 松岡茉優                                 | サンボマスター「自分自身」                                                  | 「その事件、定時までに解決します。」                               | ［KT］                                                                                                 | 4.7%       | 6.1%       |
| 2024年10月 - 12月 | わたしの宝物                              | -                                                                            | 松本若菜                                 | 野田愛実「明日」                                                            | 「私が選んだ、禁断の幸せ。」                                       | | 5.0%       | 5.8%       |
| 2025年1月 - 3月   | 日本一の最低男 ※私の家族はニセモノだった  | -                                                                            | 香取慎吾                                 | 香取慎吾「Circus Funk（feat. Chevon）」                                     |                                                                    | ［TP］                                                                                                 | 4.0%       | 5.6%       |
| 2025年4月 - 6月   | 波うららかに、めおと日和                  | 西香はち（講談社）                                                           | 芳根京子                                 | BE:FIRST「夢中」                                                            | 「ただ、あなたの隣に」                                             | ［FL］                                                                                                 |            |            |
| 2025年7月 - 9月   | 愛の、がっこう。                          |                                                                              | 木村文乃                                 | レイニ「Spiral feat. Yura」                                                 | 「この恋は、誰にも祝福されない。」                                 | |            |            |

## ネット局・基幹時間
作品によって初回及び最終回は放送枠が拡大される。まれに放送枠を前倒しし、21:00スタートの形式をとる場合もある。
FNS加盟28局が同時ネットで放送している他、海外でもFCIが、この枠のドラマの大部分を数ヶ月遅れで放送している。
また青森県においては、青森テレビ（TBS系列）において、月曜・水曜 23:56 - 翌0:55に不定期で放送している。なお、『恋におちたら〜僕の成功の秘密〜』と『電車男』の2作品は同時期の火曜21時枠の作品が以前青森テレビで放映された関係から、それらとの交換として青森放送（日本テレビ系列）で放映された。
岩手県においては、岩手めんこいテレビ開局以前はテレビ岩手で、高知県においては、高知さんさんテレビ開局以前は高知放送でそれぞれ遅れネットで放送された（2局とも日本テレビ系列）。また、山口県では、1991年～1993年の間、山口放送（放送時点では日本テレビ系列とテレビ朝日系列のクロスネット局）で、金曜 1:00 - 1:55（木曜深夜）に放送され、テレビ山口（TBS系列）でも平日午後の再放送枠で集中放送していた。山梨県でも山梨放送（日本テレビ系列）が青森テレビと同様、平日午前の再放送枠などにおいて集中放送している。
山形県において、かつてフジテレビ系列だった山形テレビ（現在はテレビ朝日系列）は1989年9月までTBS系列・MBS制作『世界まるごとHOWマッチ』をスポンサードネットで放送していたが、TBS系列のテレビユー山形開局後1989年10月からネットを開始した。但し、ネット保障外だったため内容は系列他局から1週遅れであり、提供もローカルスポンサーに差し替えて放送していた。山形テレビにおいて最終作品になった『並木家の人々』は、第10回（1993年3月25日）までは木曜22時で放送され、最終回のみ1993年3月27日の14時30分からネットされた。なお、山形テレビのネットチェンジ以降は山形放送（日本テレビ系列）には移行されず、さくらんぼテレビの開局まではテレビユー山形にて一部の作品が平日午後の再放送枠で遅れネットで放送された。ただし、ケーブルテレビなどで近隣のフジテレビ系列局（秋田テレビ・福島テレビ・新潟総合テレビ・仙台放送）を受信できた場合は引き続き視聴可能だった。
テレビ熊本では、この枠でテレビ朝日系列の番組を同時ネットしていた関係で非ネットだったが、1985年10月から同時ネットで放送している。
テレビ大分では、この枠でテレビ朝日系列の番組を同時→遅れネットで放送していた関係で木曜20時からの遅れネットだったが、その後休止（一部作品は平日午後2時台に遅れネットで放送）となり、1986年4月より同時ネットで放送している。
鹿児島テレビでは、この枠で『木曜ゴールデンドラマ（読売テレビ制作・日本テレビ系列）』を放送していた関係で非ネットだったが、1985年4月から同時ネットで放送している。
テレビ宮崎では、この枠ではテレビ朝日水曜21時枠刑事ドラマを1990年3月まで遅れネットで放送していた時期（現在は火曜22時枠で放送している関西テレビ制作のバラエティ番組枠を差し替える形で放送）は月曜 - 金曜の14時の『UMK奥様劇場』枠で遅れネットにて放送していたが、同年4月以降は同時ネットで放送している。
これにより、1993年10月以降はフジテレビ系列全局での同時ネットを達成したことになった。
2021年10月から2024年9月までは本枠は唯一フジテレビ系列全局での同時ネットの連続ドラマ枠となった。
| 放送対象地域   | 放送局                    | 系列                                         | 放送日時           |
| -------------- | ------------------------- | -------------------------------------------- | ------------------ |
| 関東広域圏     | フジテレビ（CX） 制作局   | フジテレビ系列                               | 木曜 22:00 - 22:54 |
| 北海道         | 北海道文化放送（uhb）     | フジテレビ系列                               | 木曜 22:00 - 22:54 |
| 岩手県         | 岩手めんこいテレビ（mit） | フジテレビ系列                               | 木曜 22:00 - 22:54 |
| 宮城県         | 仙台放送（OX）            | フジテレビ系列                               | 木曜 22:00 - 22:54 |
| 秋田県         | 秋田テレビ（AKT）         | フジテレビ系列                               | 木曜 22:00 - 22:54 |
| 山形県         | さくらんぼテレビ（SAY）   | フジテレビ系列                               | 木曜 22:00 - 22:54 |
| 福島県         | 福島テレビ（FTV）         | フジテレビ系列                               | 木曜 22:00 - 22:54 |
| 新潟県         | NST新潟総合テレビ（NST）  | フジテレビ系列                               | 木曜 22:00 - 22:54 |
| 長野県         | 長野放送（NBS）           | フジテレビ系列                               | 木曜 22:00 - 22:54 |
| 静岡県         | テレビ静岡（SUT）         | フジテレビ系列                               | 木曜 22:00 - 22:54 |
| 富山県         | 富山テレビ（BBT）         | フジテレビ系列                               | 木曜 22:00 - 22:54 |
| 石川県         | 石川テレビ（ITC）         | フジテレビ系列                               | 木曜 22:00 - 22:54 |
| 福井県         | 福井テレビ（FTB）         | フジテレビ系列                               | 木曜 22:00 - 22:54 |
| 中京広域圏     | 東海テレビ（THK）         | フジテレビ系列                               | 木曜 22:00 - 22:54 |
| 近畿広域圏     | 関西テレビ（KTV）         | フジテレビ系列                               | 木曜 22:00 - 22:54 |
| 島根県・鳥取県 | さんいん中央テレビ（TSK） | フジテレビ系列                               | 木曜 22:00 - 22:54 |
| 岡山県・香川県 | 岡山放送（OHK）           | フジテレビ系列                               | 木曜 22:00 - 22:54 |
| 広島県         | テレビ新広島（tss）       | フジテレビ系列                               | 木曜 22:00 - 22:54 |
| 愛媛県         | テレビ愛媛（EBC）         | フジテレビ系列                               | 木曜 22:00 - 22:54 |
| 高知県         | 高知さんさんテレビ（KSS） | フジテレビ系列                               | 木曜 22:00 - 22:54 |
| 福岡県         | テレビ西日本（TNC）       | フジテレビ系列                               | 木曜 22:00 - 22:54 |
| 佐賀県         | サガテレビ（STS）         | フジテレビ系列                               | 木曜 22:00 - 22:54 |
| 長崎県         | テレビ長崎（KTN）         | フジテレビ系列                               | 木曜 22:00 - 22:54 |
| 熊本県         | テレビくまもと（TKU）     | フジテレビ系列                               | 木曜 22:00 - 22:54 |
| 大分県         | テレビ大分（TOS）         | 日本テレビ系列 フジテレビ系列                | 木曜 22:00 - 22:54 |
| 宮崎県         | テレビ宮崎（UMK）         | フジテレビ系列 日本テレビ系列 テレビ朝日系列 | 木曜 22:00 - 22:54 |
| 鹿児島県       | 鹿児島テレビ（KTS）       | フジテレビ系列                               | 木曜 22:00 - 22:54 |
| 沖縄県         | 沖縄テレビ（OTV）         | フジテレビ系列                               | 木曜 22:00 - 22:54 |